# Adoption d'adultes au Japon
Pour les articles homonymes, voir Adoption (homonymie).
L’adoption d'adultes au Japon est légale et socialement acceptée dans le pays. Elle consiste à adopter un adulte non consanguin dans une famille. Cette pratique séculaire s'est développée comme un moyen permettant aux familles de transmettre leur nom de famille, leur entreprise et leur ascendance sans dépendre des liens de sang. Aujourd'hui exercée couramment, l'adoption d'adultes (en) est un outil dynamique de mobilité sociale et économique.
Il est prouvé que cette pratique a commencé dès le XIIIe siècle au sein de la secte bouddhiste de la Terre pure, mais n'est seulement devenu pratiquée à grande échelle à l'époque d'Edo (1603-1868). Durant cette période, beaucoup de samouraïs adoptent des hommes dans le but de se créer une position forte et fixe dans la société en les plaçant à des postes tels que chef de la maison familiale ou chef de l'entreprise familiale. Il s'agissait également d'un moyen pour les ménages manquant de fils de poursuivre la lignée patrilinéaire et de conserver un pouvoir sociétal fonctionnel. C'était le but le plus habituel de la pratique mais elle existait également comme moyen de gravir l'échelle sociale en abandonnant le titre de second fils.

## Histoire et origines
Bien que cela puisse avoir été pratiqué plus tôt, l'adoption d'adultes est utilisée dans la secte de la Terre pure. Cette secte de bouddhisme, appelée Jōdo shinshū, est associée aux temples Hongan-ji situés près de Kyoto. Les enfants associés au Hongan-ji sont adoptés dans d'éminentes familles des régions environnantes. Cela s'est probablement développé comme stratégie pour gagner du pouvoir au sein de la communauté, mais cela a aussi eu des conséquences pratiques. Lorsque les familles se trouvent en manque d'un héritier masculin ou d'un fils capable, elles se tournent vers l'adoption en mariant l'une de leurs filles avec un homme ou simplement en les intégrant dans leur famille. C'est un moyen pour les familles d'assurer la continuité d'une lignée masculine compétente qui assume le rôle de chef de famille et parfois de chef du commerce familial.
L'adoption d'adultes perd une partie de sa vapeur au cours des années suivantes après son utilisation au XIIIe siècle. Elle devient une occurrence commune vers 1600 lorsque commence le shogunat Tokugawa. Peu pratiquée au début, elle est principalement utilisée par la classe samouraï, en particulier par ceux qui manquent d'un aîné ou d'un fils capable. Ceux qui souhaitent adopter sont encouragés à chercher dans leur propre famille éloignée des candidats appropriés, mais adoptent en dehors de la famille s'il n'y a pas d'options viables. Les fils adoptés (pendant la période du shogunat Tokugawa, surtout dans les premières années) font généralement partis du même cercle social et du même niveau de revenu. Du point de vue du fils adoptif, ce n'est pas tant une élévation de classe sociale, mais plutôt une façon d'accéder à une vie indépendante en devenant l'héritier. Cela ne signifie pas qu'il n'y a pas d'élévation dans la strate sociale par les individus moins riches, mais c'est beaucoup moins fréquent. En étant adoptés, les fils peuvent prendre la relève en tant que chefs de famille et devenir le chef de l'entreprise familiale ainsi que de la communauté elle-même.
La popularité de cette pratique augmente de manière constante tout au long de la période Tokugawa et devient rapidement une occurrence courante parmi d'autres groupes sociaux autres que les samouraïs. La raison de sa popularité parmi la classe dirigeante serait dû à un faible taux de natalité parmi les riches et les plus importants, bien qu'il existe de nombreuses autres raisons ou inconvénients rapportés qui réfutent cette explication. Ce qui est connu, cependant, c'est qu'elle a perduré jusqu'à être pratiqué dans le Japon moderne, bien que cela s'apparente beaucoup plus à une stratégie commerciale dans certains domaines.

## Pratique moderne
Le Japon se caractérise par l'un des taux d'adoption les plus élevés au monde. Plus de 81 000 adoptions juridiques et domestiques ont été négociées au Japon en 2011. Bien que différents types d'adoption se pratiquent au Japon, l'adoption dans le but d'incorporer un héritier à la famille est la plus répandue. Ces adoptions sont passées de 73 % du total de toutes les adoptions japonaises au milieu du XXe siècle à plus de 98 % de toutes les adoptions en 2004. Bien qu'elles puissent inclure l'adoption d'enfants ou d'adultes, la grande majorité des adoptés sont des hommes adultes sans enfant. Plus de 90 % des 81 000 personnes adoptées au Japon en 2011 étaient des hommes adultes âgés dans la vingtaine ou la trentaine.
L'adoption d'adultes prend plusieurs formes dans la pratique japonaise moderne. Le yōshi-engumi (adoption d'un héritier) implique souvent l'adoption du mari d'une fille par sa famille. Le beau-fils devient un mukoyōshi, un mari adopté. Le statut de mukoyōshi est préféré par les familles cherchant un héritier fort. Les couples mariés qui sont non-consanguins avec la famille adoptive peuvent également être adoptés ensemble. L'adoption d'un adulte seul se produit également, autant des hommes que des femmes adultes célibataires. Les hommes et les femmes qui ne se marient pas avec une fille ou un fils de leur famille adoptive peuvent se marier à l'extérieur de la famille.
L'adoption d'un individu par un autre est couramment utilisée au Japon comme alternative au mariage homosexuel, qui n'existe pas au Japon. Par la partie aînée adoptant le plus jeune (comme stipulé par les règles d'adoption), la succession de l'une ou l'autre partie peut être héritée ou absorbée par l'autre sans paiement de la taxe prohibitive qui s'appliquerait autrement.
Bien que la pratique existe depuis longtemps, les opinions sociales et la pratique généralisée de l'adoption d'adultes ont considérablement changé au cours des XXe et XXIe siècles. Au début du XXe siècle par exemple, devenir un mukoyōshi est considéré comme un embarras ou est même humiliant. Même en l'absence de gain de pouvoir ou de capital, un mukoyōshi peut être assimilé à une mariée alors qu'il adopte un nouveau nom et s'adapte à ses beaux-parents. Un dicton traditionnel dit « Tant que vous avez trois gō de riz, ne devenez pas un mari adopté ». Cependant, comme les taux d'adoption réguliers ont augmenté à la fin du XXe siècle, et que l'adoption d'adultes est de plus en plus étroitement liée aux entreprises familiales et au capitalisme, la pratique s'est répandue uniformément dans les zones urbaines et rurales. Aujourd'hui, l'adoption d'adultes est souvent considérée comme opportuniste et, par conséquent, elle gagne un certain degré de prestige. Parfois, celui-ci est recherché.
La pratique des mariages arrangés de jeunes femmes des familles commerçantes et des jeunes hommes est devenue une pratique assez courante et rentable. Certains hommes s'inscrivent maintenant à des sites de rencontres spécialement conçus pour les hommes qui cherchent à devenir mukoyōshi et sont adoptés par des familles qui ont besoin d'un successeur masculin pour leurs entreprises. L'un des plus populaires est créé par Chieko Date et permet aux familles de rencontrer des prétendants potentiels pour leurs filles.

## Parents adoptifs
Le Japon se caractérise par un système bilatéral de parenté comprenant des éléments patrilinéaires et matrilinéaires de reconnaissance de descendance. La succession est en grande partie déterminée par la succession patrilinéaire via le chef de famille. Ce-dernier statut passe de fils aîné en fils aîné. Les chefs de famille choisissent généralement l'individu qui contrôle la famille et ses possessions, y compris dans une ferme ou une entreprise associée. En raison de l'importance profondément enracinée de la famille en tant que société intragénérationnelle au Japon, la continuité familiale et la stabilité du chef de famille sont prioritaires sur la consanguinité. Il est fréquent d'inclure certains membres non-consanguins de la famille dans la descendance, en particulier les hommes apparentés et les descendants adoptés. L'adoption d'adultes, uniquement comme une solution aux restrictions d'un rigide système de succession, assure la présence d'un chef de famille. Le koseki, le système de livrets de famille, définit légalement l'identité du chef de famille, qu'il s'agisse d'un homme ou d'une femme. Les adoptions sont officiellement enregistrées dans le koseki d'une famille. L'adoption garantit un rôle juridique, idéologique et de parenté pour un adopté. Un adulte adopté renonce à son nom d'origine et à sa lignée d'ascendance et prend le nom et la lignée de la famille adoptée. Tous les enfants nés d'un adulte adopté, comme ceux d'un mukoyōshi et de sa femme, sont considérés comme une partie de la descendance de la famille adoptée. Les adultes adoptés acceptent également la responsabilité des frais d'entretien des anciens de la famille conformément à la doctrine bouddhiste.

## Législation de l'adoption d'adultes
Lorsqu'un adulte est adopté par une famille au Japon lors d'une adoption régulière (yôshi engumi), on s'attend à ce qu'il prenne le nom de la famille adoptive en échange d'un héritage. On s'attend aussi à ce qu'il adopte les ancêtres de la famille adoptive. Les termes de l'adoption sont que les familles ne peuvent pas adopter plus d'une personne si elles ont déjà des enfants. Si la future famille adoptive est sans enfant, elle peut adopter deux personnes. L'adoptant doit avoir au moins 15 ans et doit être au moins un jour plus jeune que les parents adoptifs. L'âge d'adoption moyen actuel est d'environ 20 à 30 ans. Dans le cas d'un mukoyōshi, le mari est adopté par les parents de son épouse et fait chef de l'entreprise. C'est souvent le cas lorsque le seul héritier de l'entreprise familiale est une femme. Si l'adoptant décide de retourner dans sa famille biologique, disparaît ou abandonne sa famille adoptive, l'adoption peut être légalement annulée.

## Impact économique

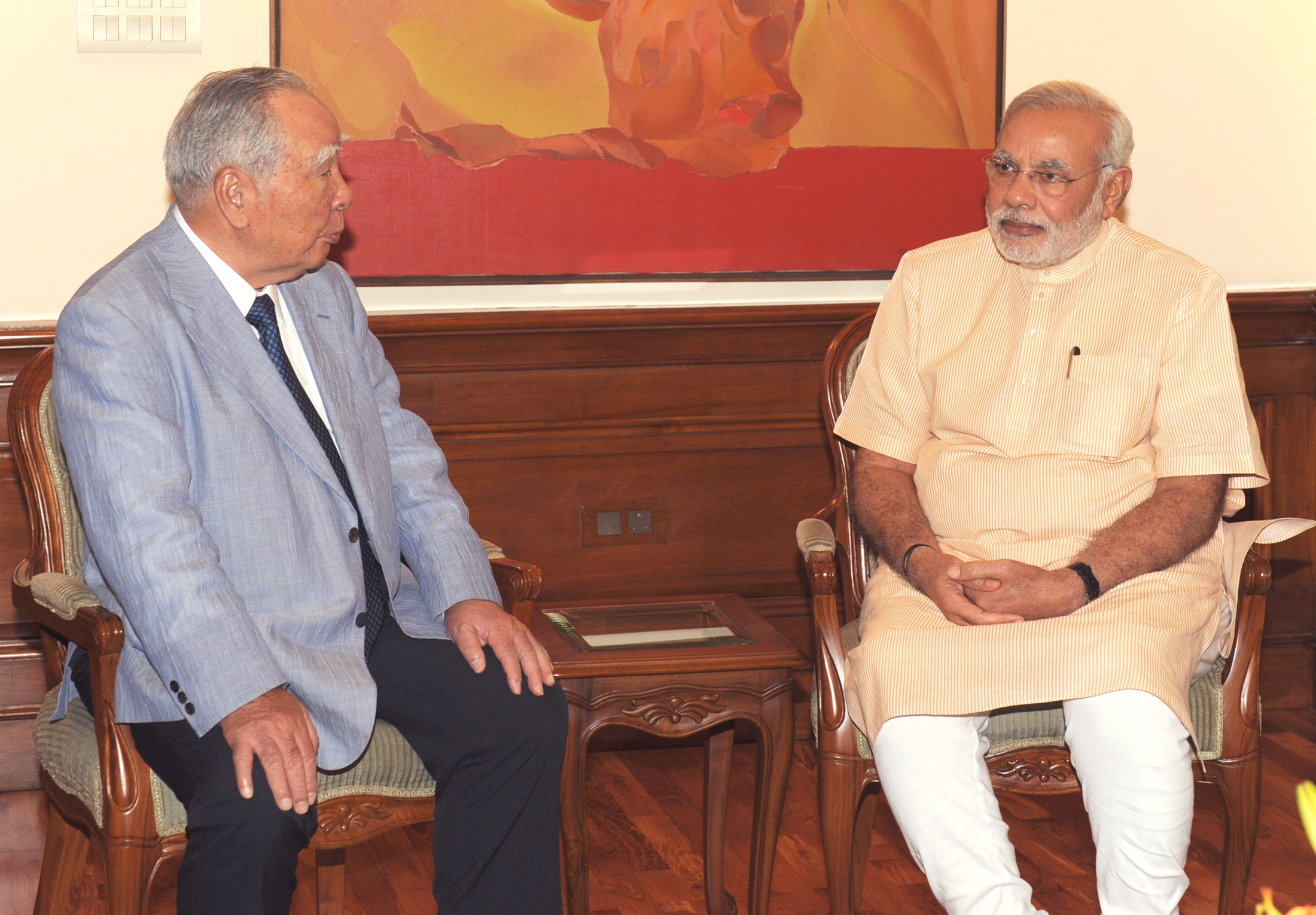
Le PDG actuel de Suzuki, Osamu Suzuki (à gauche), est le quatrième fils adoptif qui dirige la société.

Dans la société japonaise contemporaine, de nombreuses entreprises japonaises restent familiales en raison de la commodité et de la prévalence de l'adoption d'adultes. Dans le passé, les familles marchandes dans l'ouest du Japon adoptaient un héritier si le fils biologique était incapable de prendre en charge l'entreprise familiale. Lorsqu'il n'y a pas de fils pour hériter de l'entreprise ou que le fils est jugé trop inadéquat ou peu intelligent pour prendre la relève, le chef de la famille se tournera vers l'adoption d'adultes, en adoptant un employé compétent de l'entreprise. C'est également le cas lorsque l'héritier biologique d'origine n'est pas intéressé par la prise en charge de l'entreprise familiale. Les grandes entreprises familiales prospères telles que Suzuki utilisent cette stratégie. Le PDG de Suzuki, Osamu Suzuki, est le quatrième fils adoptif qui dirige la société. Suzuki n'a pas nommé son fils biologique à sa suite mais a choisi Hirotaka Ono comme successeur, parce qu'il a estimé que son fils était moins capable. D'autres entreprises célèbres utilisant cette méthode sont Kikkoman, Canon, Toyota et Matsui Sécurité (en). La plus ancienne entreprise familiale du monde, l'auberge Hōshi Ryokan, est transmise de génération en génération depuis 1 300 ans. Si l'héritier masculin adoptif manque de succès, il peut être désavoué et déshérité par la famille, bien que cela soit très rare. Si cela se produit, un autre successeur peut être adopté, puisque le premier a perdu son héritage.